# Cianamida de cálcio
Cianamida de cálcio ou cálciocianamida ou ainda, embora erroneamente, cianamida cálcica é um composto químico de cálcio de fórmula CaCN2 usado como fertilizante, primeiramente sintetizado em 1898 por Adolph Frank e Nikodem Caro, responsáveis pela criação do método Frank-Caro. É formado quando carbeto de cálcio reage com nitrogênio.
CaC2 + N2 → CaCN2 + C
A reação ocorre normalmente em grandes câmaras de aço. Um elemento de carbono eletrificado aquece os reagentes ao rubro. Nitrogênio é pressurizado a 2 atmosferas.
Ele cristaliza no sistema cristalino hexagonal com grupo espacial R3m e parâmetros de rede a = 3,67, c = 14,85 (.10−1 nm).

## Preparação
Cianamida de cálcio é preparada a partir do carbeto de cálcio. O carbeto em pó é aquecido a aproximadamente 1.000°C em um forno elétrico no qual nitrogênio é passado por várias horas. O produto é esfriado a temperatura ambiente e qualquer carbeto não reagido é removido cuidadosamente com água.
CaC2 + N2 → CaCN2 + C (ΔHƒ°= –69.0 kcal/mol at 25°C)
Este processo é chamado de processo Frank-Caro.